# Rutsker Sogn
Rutsker Sogn (Rutskersen) er et sogn i Bornholms Provsti (Københavns Stift).
Det gamle navn for sognet var Rutskersen, hvor -ker betyder kirke og -sen betyder sogn, altså Ruts kirkes sogn. Endelsen -sen er med tiden faldet bort, mens -ker stadig bruges, både her og i andre bornholmske stednavne.
Rutsker Sogn hørte til Nørre Herred i Bornholms Amt og var i 1800-tallet anneks til Hasle Sogn, som lå i Hasle Købstad og kun geografisk hørte til herredet. Købstaden blev ved kommunalreformen i 1970 kernen i Hasle Kommune, som Rutsker sognekommune også blev indlemmet i. I 2003 indgik Hasle Kommune i Bornholms Regionskommune.
I Rutsker Sogn ligger Ruts Kirke.
I sognet findes følgende autoriserede stednavne:
- Borregård (bebyggelse)
- Borrelyng (areal)
- Bæle (bebyggelse)
- Fuglesangen (bebyggelse)
- Helligpeder (bebyggelse)
- Jons Kapel (areal)
- Jydegårde (bebyggelse)
- Kirkeby (bebyggelse)
- Korteby (bebyggelse)
- Krakken (bebyggelse)
- Krummemark (bebyggelse)
- Kåsby (bebyggelse)
- Ringe (bebyggelse)
- Ringebakker (areal)[2]
- Rosendale (bebyggelse)
- Rutsker (bebyggelse, ejerlav)
- Rutsker Højlyng (bebyggelse)
- Rutsker Plantage (areal, bebyggelse)
- Teglkås (bebyggelse)
- Vang (bebyggelse)
- Ved Nydammen (bebyggelse)
- Vysteby (bebyggelse)
- Langemyre (bebyggelse)